# New York (agglomeratie)

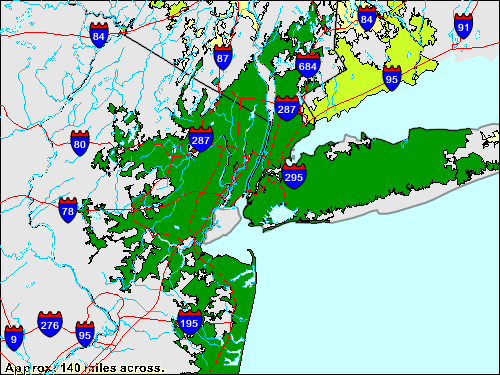
Kaart van de New Yorkse agglomeratie.

De agglomeratie van New York, officiële naam New York Metropolitan Area of Tri-State area is met 12.093 vierkante kilometer het grootste metropoolgebied van de wereld en is met 2.053 mensen per vierkante kilometer, een van de meest dichtbevolkte metropoolregio's in de wereld.  
Het metropoolgebied heeft als kern de stad New York en omvat verder Long Island, het centrale en zuidelijke gedeelte van de Hudson Valley, de zes grootste steden (incl. voorsteden) van New Jersey: Newark, Jersey City, Paterson, Elizabeth, Lakewood en Edison en zes van de zeven grootste steden van Connecticut: Bridgeport, New Haven, Stamford, Waterbury, Norwalk en Danbury. De agglomeratie is onderdeel van de Northeast megalopolis (BosWash), een theoretische megalopool die van Boston tot Washington loopt.  
Het gehele metropoolgebied is met 21.800.000 inwoners het meest dichtbevolkte metropoolgebied van de Verenigde Staten en qua grootte de 13e metropool van de wereld. Ongeveer 6% van de Amerikaanse bevolking is woonachtig in het gebied.  

## Agglomeratie
De agglomeratie is op te delen in twee zogenoemde statische gebieden, Metropolitan Statistical Area (MSA) en Combined Statistical Area (CSA). Dit is gekozen door het Amerikaanse Bureau voor Management en Budget. Deze termen worden alleen in de Verenigde Staten toegepast.

### Metropolitan Statistical Area (MSA)
Een Metropolitan Statistical Area is een kernstad, die samen met omliggende steden en dorpen een relatief hoge bevolkingsdichtheid hebben en verbonden zijn met economische en sociale factoren. De kernstad van een MSA moet minstens 50.000 inwoners hebben en de omliggende steden of dorpen moeten minstens 10.000 inwoners hebben, maar mogen er niet meer dan 50.000 hebben.
Het MSA-gebied van New York telt de meeste inwoners en is het meest dichtstbevolkt. Het MSA-gebied van New York is opgedeeld in vier divisies, die samen 23 county's tellen. Dit zijn 10 county's in de staat New York, de twee county's van Long Island, 12 county's in New Jersey en één county in Pennsylvania: 

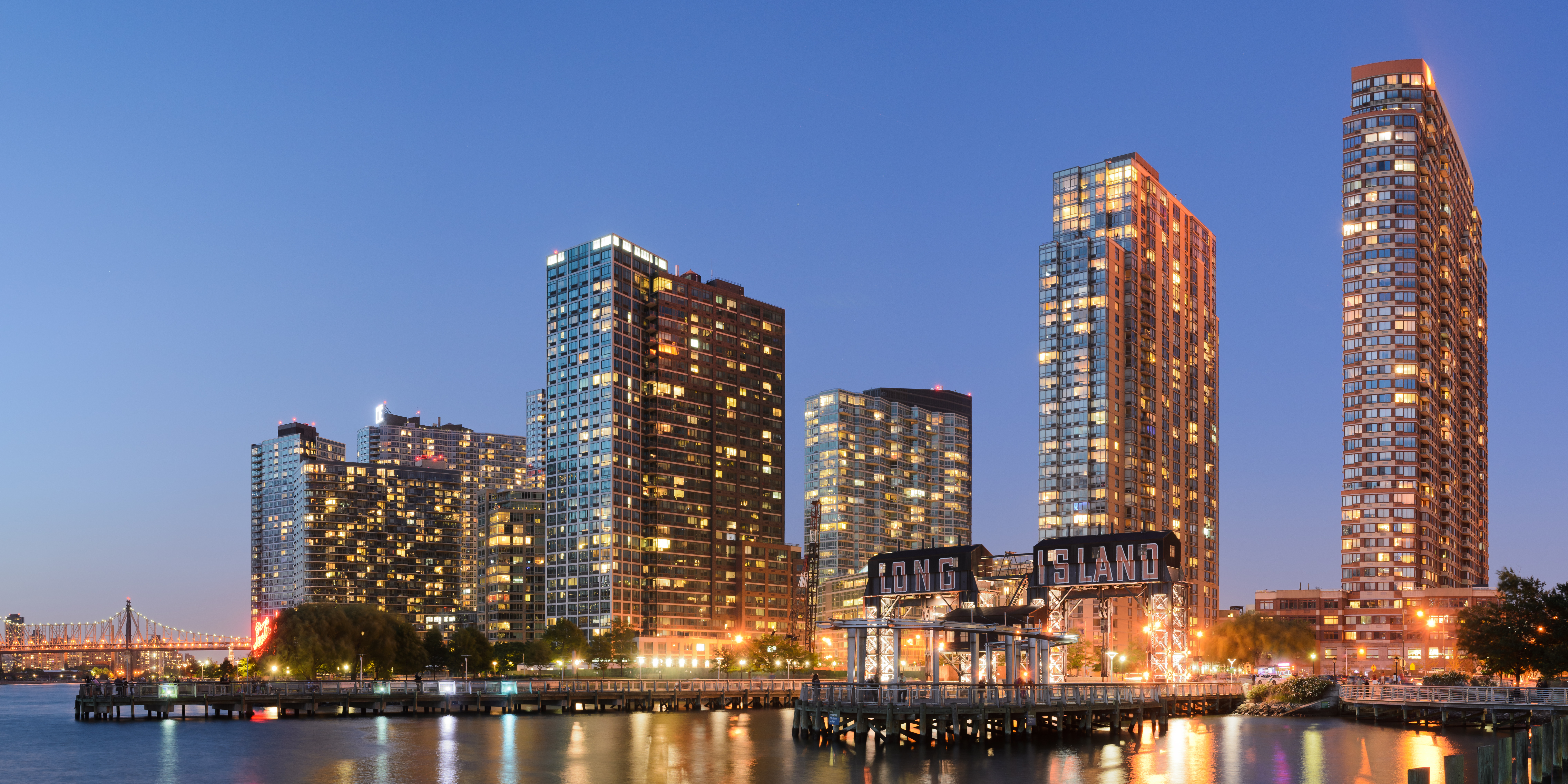
Long Island City, Queens, New York

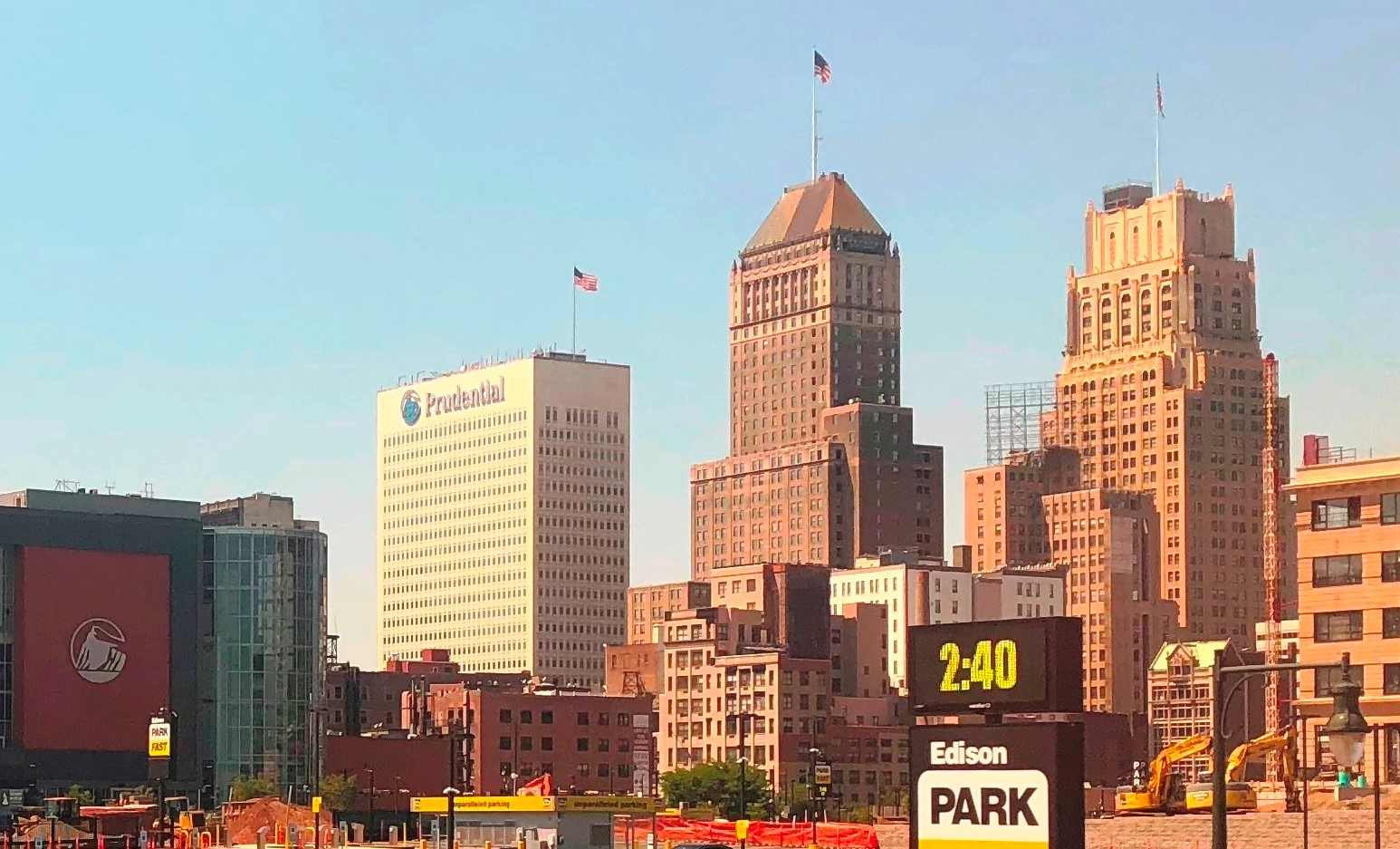
Newark, New Jersey

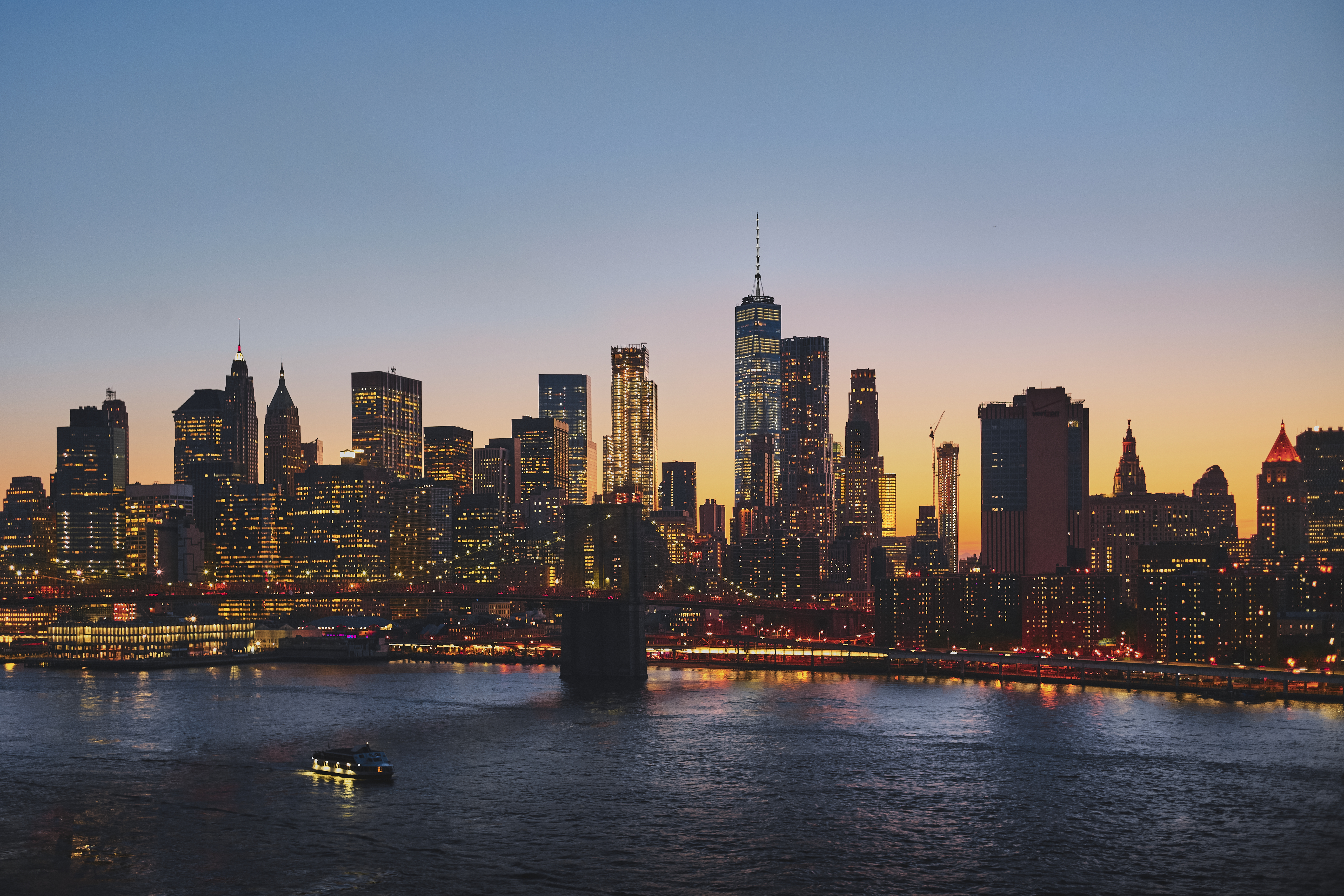
Manhattan, New York

New York–Newark–Jersey City, NY–NJ–PA Metropolitan Statistical Area (totaal aantal inwoners: 19.768.458).
| County                        | Staat      | Inwoners  |
| ----------------------------- | ---------- | --------- |
| Kings County (Brooklyn)       | New York   | 2.782.348 |
| Queens County (Queens)        | New York   | 2.442.938 |
| New York County (Manhattan)   | New York   | 1.715.927 |
| Bronx County (The Bronx)      | New York   | 1.490.164 |
| Richmond County Staten Island | New York   | 501.151   |
| Westchester County            | New York   | 1.015.525 |
| Bergen County                 | New Jersey | 965.865   |
| Hudson County                 | New Jersey | 742.972   |
| Passaic County                | New Jersey | 70,689    |
| Putnam County                 | New York   | 97.260    |
| Rockland County               | New York   | 342.657   |

| County         | Staat    | Inwoners  |
| -------------- | -------- | --------- |
| Suffolk County | New York | 1.532.434 |
| Nassau County  | New York | 1.407.022 |

| County           | Staat      | Inwoners |
| ---------------- | ---------- | -------- |
| Middlesex County | New Jersey | 873.822  |
| Monmouth County  | New Jersey | 646.263  |
| Ocean County     | New Jersey | 649.361  |
| Somerset County  | New Jersey | 349.745  |

| County           | Staat        | Inwoners |
| ---------------- | ------------ | -------- |
| Essex County     | New Jersey   | 879.680  |
| Union County     | New Jersey   | 583.115  |
| Morris County    | New Jersey   | 512.687  |
| Sussex County    | New Jersey   | 143.213  |
| Hunterdon County | New Jersey   | 129.067  |
| Pike County      | Pennsylvania | 58.769   |

### Combined Statistical Area (CSA)
Een Combined Statistical Area is een gebied dat bestaat uit meerdere, aan elkaar grenzende metropolen en micropolen (dichtbevolkte steden met een inwonersaantal tussen de 10.000 en 50.000). Een gebied mag een CSA genoemd worden als bedrijven tussen de 15 en 25% van hun arbeiders meerdere keren uitwisselen.
Het CSA-gebied van New York telt 31 county's. Dit zijn alle county's uit de New York–Newark–Jersey City, NY–NJ–PA MSA, plus 8 andere county's:

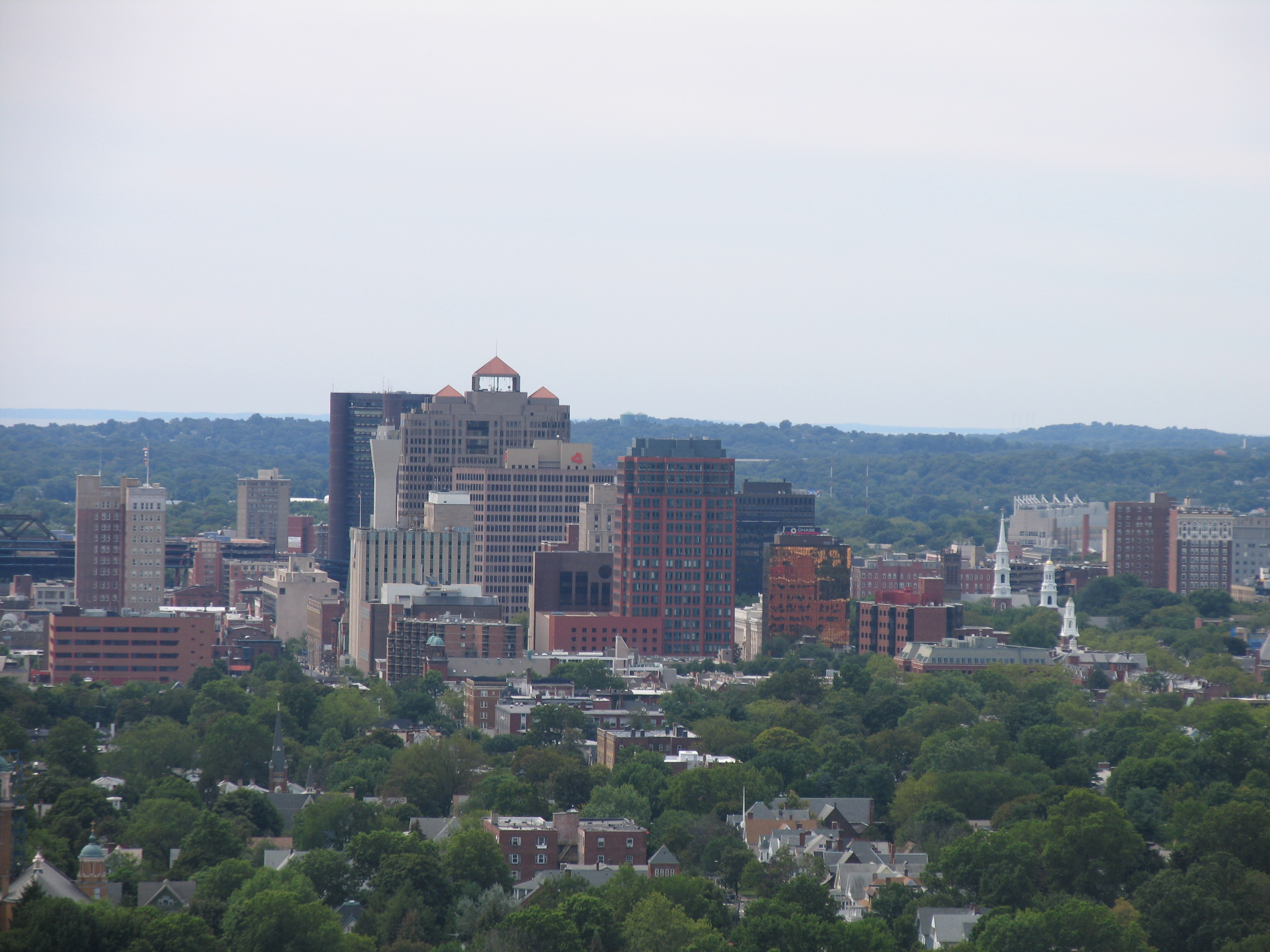
New Haven, Connecticut

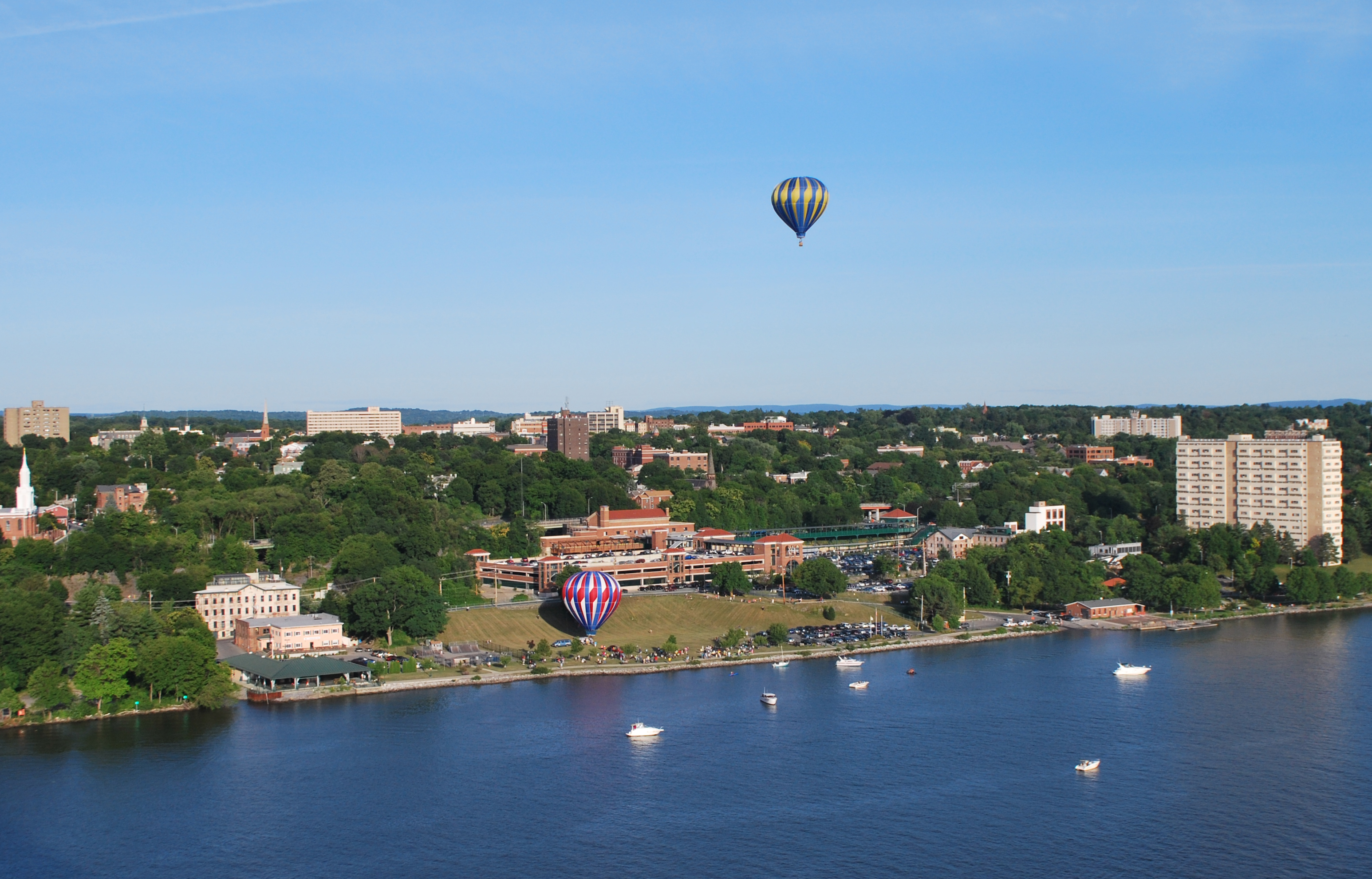
Poughkeepsie, New York

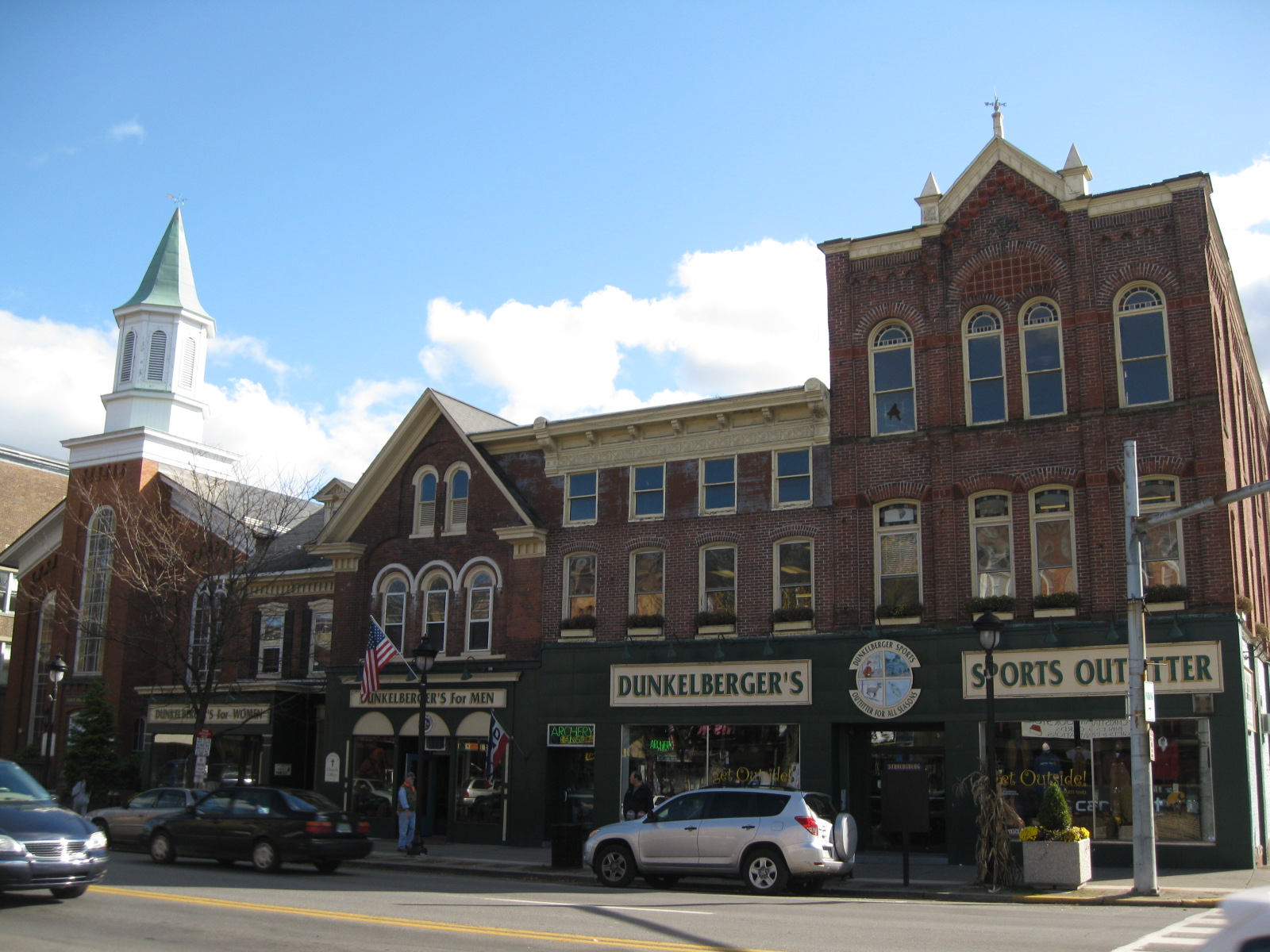
Stroudsburg, Pennsylvania

New York–Newark, NY–NJ–CT–PA Combined Statistical Area (totaal aantal inwoners: 23.059.374):
| County           | Staat       | Inwoners |
| ---------------- | ----------- | -------- |
| Fairfield County | Connecticut | 965.537  |

| County           | Staat       | Inwoners |
| ---------------- | ----------- | -------- |
| New Haven County | Connecticut | 865.307  |

| County        | Staat      | Inwoners |
| ------------- | ---------- | -------- |
| Mercer County | New Jersey | 391.506  |

| County            | Staat       | Inwoners |
| ----------------- | ----------- | -------- |
| Litchfield County | Connecticut | 184.238  |

| County        | Staat    | Inwoners |
| ------------- | -------- | -------- |
| Ulster County | New York | 181.723  |

| County        | Staat        | Inwoners |
| ------------- | ------------ | -------- |
| Monroe County | Pennsylvania | 173.202  |

| County          | Staat    | Inwoners |
| --------------- | -------- | -------- |
| Dutchess County | New York | 295.595  |
| Orange County   | New York | 407.010  |

## Verkeer en vervoer

### Spoorverkeer

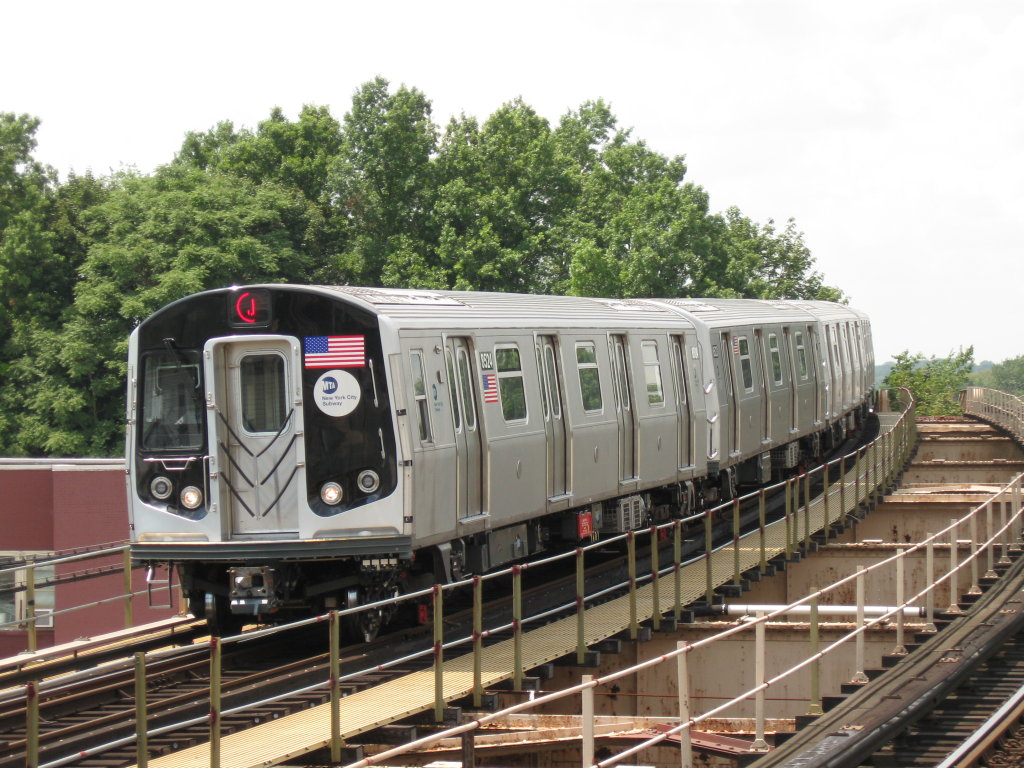
Een Alstom R160A metrostel rijdt als J-train het 104th Street Station binnen.

#### Metro van New York
De metro van New York is met 5.651 wagons (6.176 wagons inclusief orders) en 1.060 km spoor het grootste metrobedrijven ter wereld. De metro vervoert wekelijks zo'n 5.651.000 passagiers en had in 2021 zo'n 1.311.320.200 passagiers.  De metro van New York heeft 36 metrolijnen en 472 stations. De metro ligt zowel ondergronds als bovengronds. Bovengronds lopen de metrolijnen over viaducten en in verdiepte sporen.
De metro van New York opereert 24 uur per dag.

#### PATH (Port Authority Trans-Hudson)

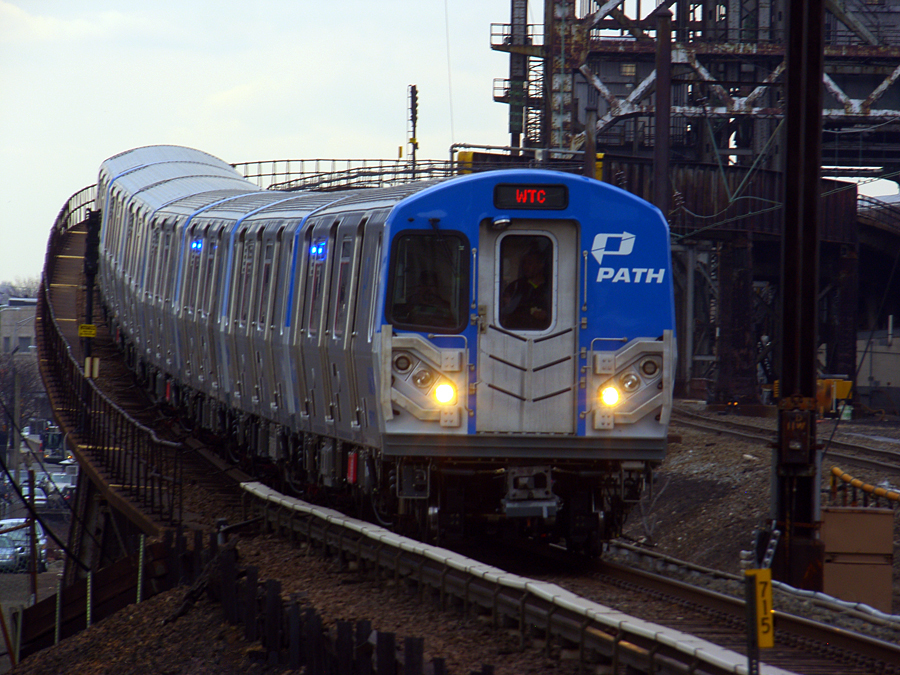
Een PATH treinstel.

De Port Authority Trans-Hudson is een metrovervoerder die tussen Newark, Harrison, Jersey City, Hoboken en Lower en Midtown Manhattan opereert. De PATH is onderdeel van de Port Authority of New York and New Jersey. De PATH telt vier metrolijnen, 13 stations en heeft 22.2 km aan spoor. De spoorlijnen liggen zowel ondergronds als bovengronds. Ondergronds lopen de lijnen over de bodem van de Hudson, in Manhattan en aan de rivieroevers van Hoboken en Jersey City. Bovengronds lopen de lijnen over spoorviaducten en in verdiepte sporen. 
De PATH telt zo'n 350 metrostellen. 
De PATH werd in 1908 opgericht, en was volledig operationeel in 1911. De metro is 24/7 operationeel en vervoert wekelijks zo'n 153.600 passagiers. In 2021 vervoerde het bedrijf 32.073.500 passagiers.

#### Commuter Rail
De stad New York en de agglomeratie worden door drie forenzenspoorwegen en één Amtrak-spoorlijn verbonden. 

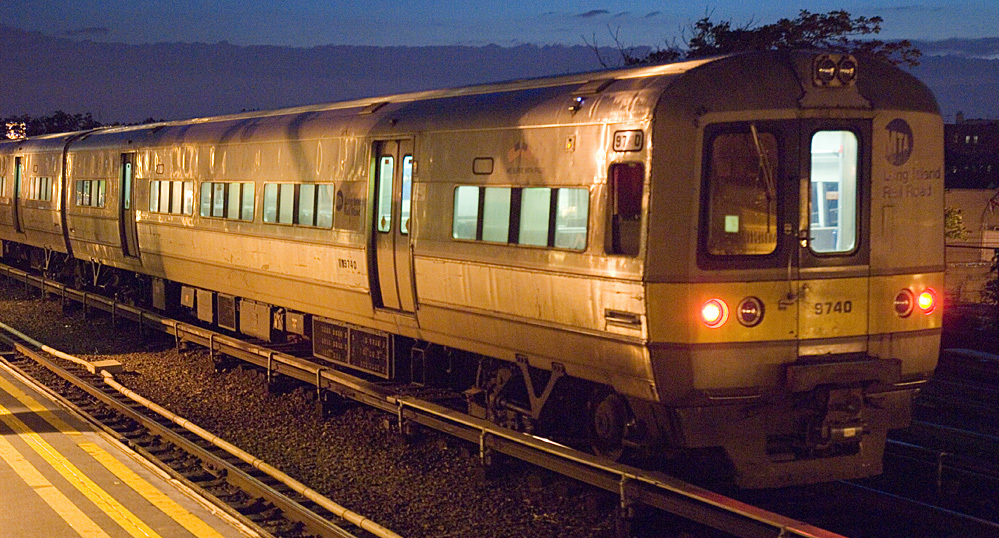
Een LIRR-treinstel.

De Long Island Rail Road (LIRR) was in 2020, met 385.400 passagiers per week, het drukste Commuter Rail maatschappij in de Verenigde Staten. De LIRR is onderdeel van de Metropolitan Transportation Authority, die verantwoordelijk is voor al het openbaar vervoer in New York. De LIRR heeft 11 lijnen, met 124 stations. De grootste stations zijn Pennsylvania Station, in Midtown Manhattan en de Atlantic Terminal, in Brooklyn. Andere grote stations zijn in Long Island City en in Jamaica, Queens, wat tevens een groot overstappunt is.  De LIRR heeft 1.372 treinen tot zijn beschikking, en vervoert wekelijks zo'n 216.500 passagiers.
De New Jersey Transit (NJT) is onderdeel van de New Jersey Transit Corporation. De NJT rijdt voornamelijk in het noordoosten van New Jersey, maar heeft ook een lijn tussen Philadelphia en Atlantic City. De NJT heeft 11 lijnen, met 164 stations. De voornaamste stations zijn: Pennsylvania Station, Hoboken Terminal en Newark Pennsylvania Station. De NJT verzorgt ook de Hudson-Bergen Lightrail en de metro van Newark.
De Metro-North Railroad (MNRR) is onderdeel van de MTA, in samenwerking met de Connecticut Department of Transportation en de NJT. De MNRR is actief tussen New York City en de noordelijke voorsteden in New York en Connecticut. De MIRR heeft 5 lijnen, met 124 stations. Het voornaamste station van de MNRR is het Grand Central Terminal, in New York. De MNRR vervoerde in 2021 34.515.800 passagiers en vervoert wekelijks zo'n 183.100 passagiers.
Ook loopt de Northeast Corridor door de agglomeratie. Deze spoorlijn wordt verzorgd door Amtrak, en het voornaamste station is het Grand Central Terminal.

### Forenzenbussen

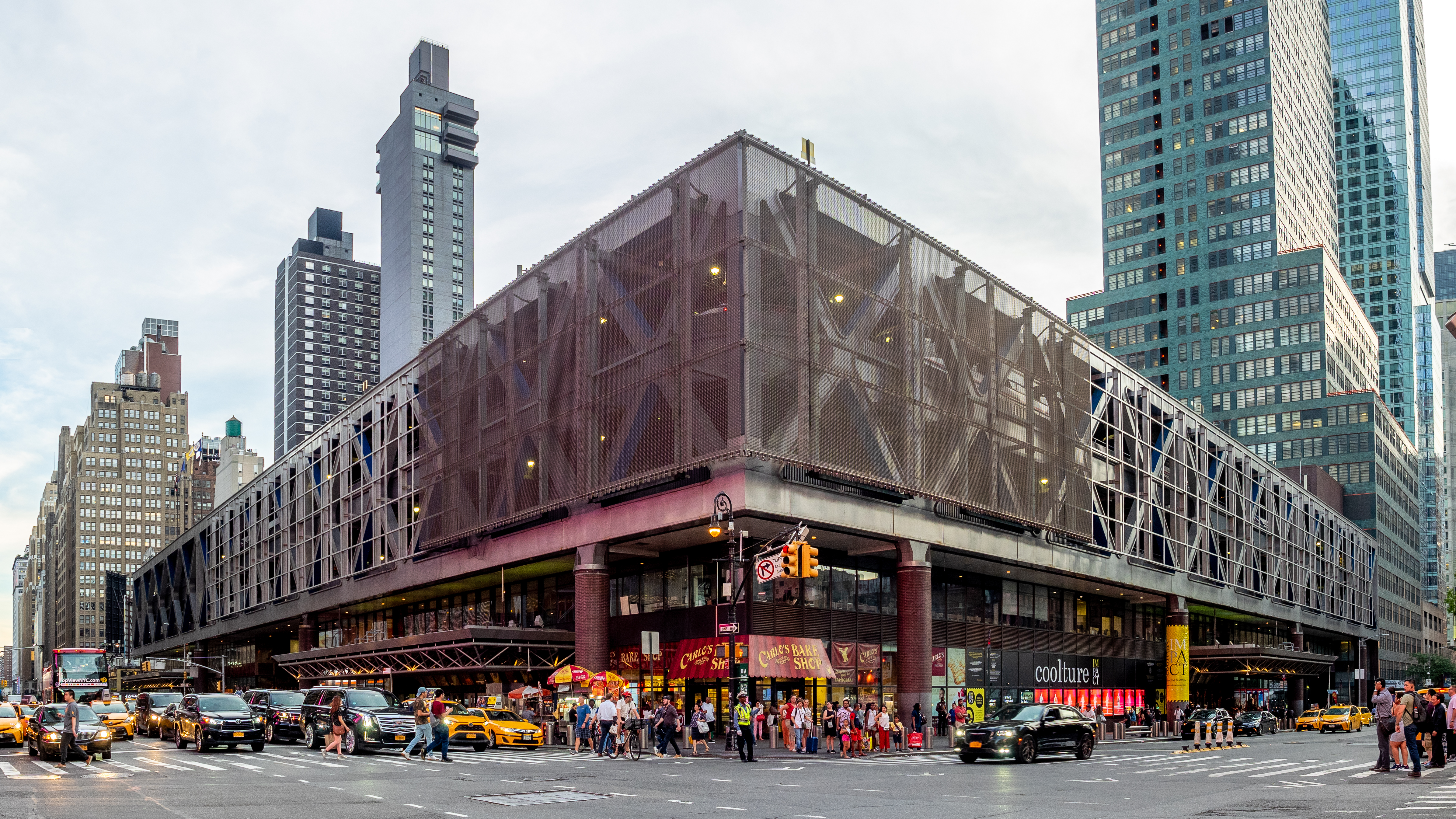
De busterminal

In New York zijn er drie grote busterminals te vinden, de Port Authority Bus Terminal, de George Washington Bridge Terminal en de Journal Square Transportation Center. De Port Authority Bus Terminal is de belangrijkste van de drie, en vervoert jaarlijks zo'n 55 miljoen passagiers. De busterminal wordt voornamelijk gebruikt voor forenzenbussen en langeafstandsbussen, maar is ook de halte voor 11 buslijnen van de New York City Bus en voor 65 buslijnen van de New Jersey Transit Bus. De terminal telt 223 busperrons.
De Port Authority Bus Terminal is goed verbonden met de Metro van New York, waar de halte Times Square-42nd Street ligt.

### Vliegvelden

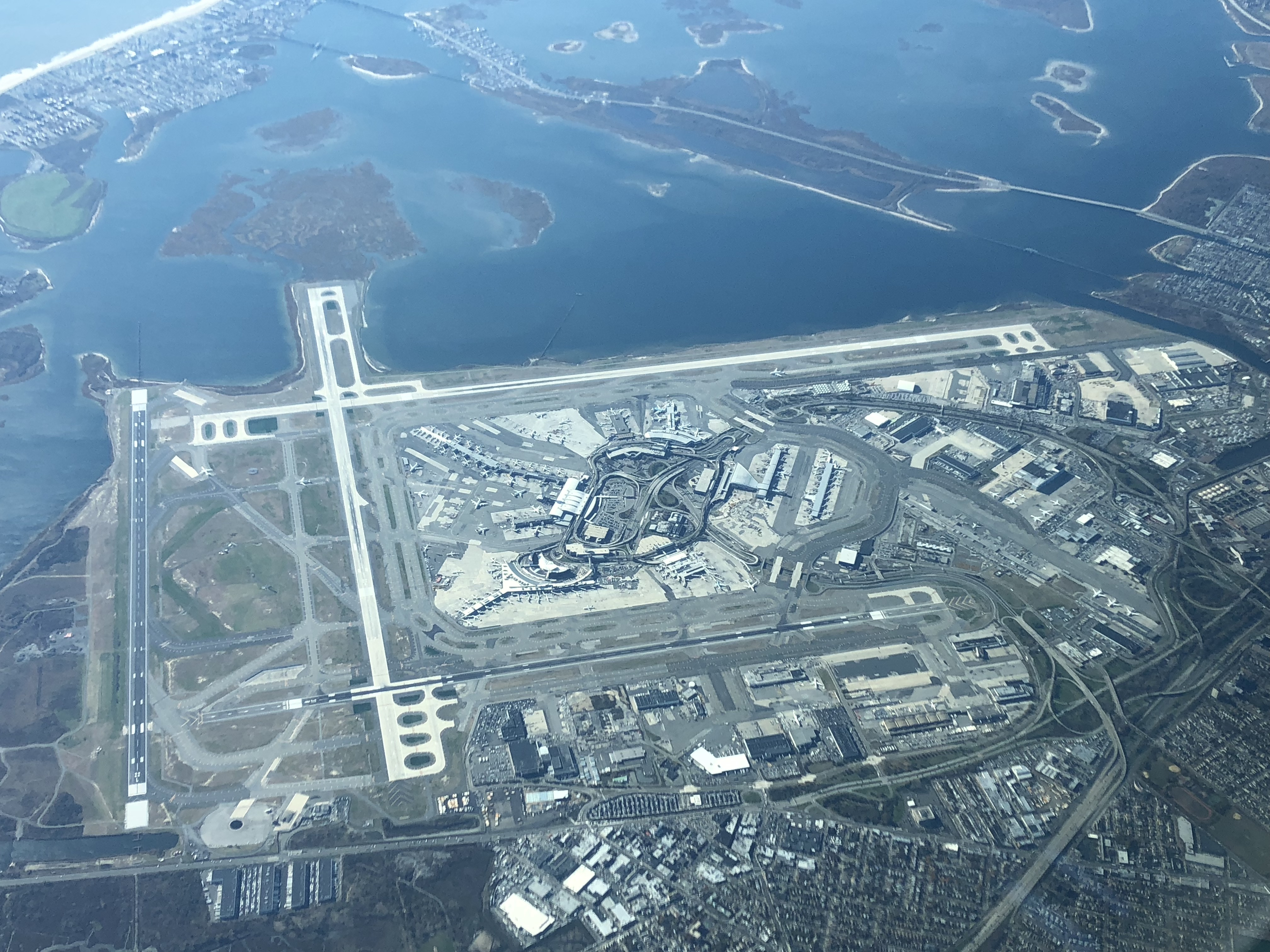
Luchtfoto van JFK-Airport

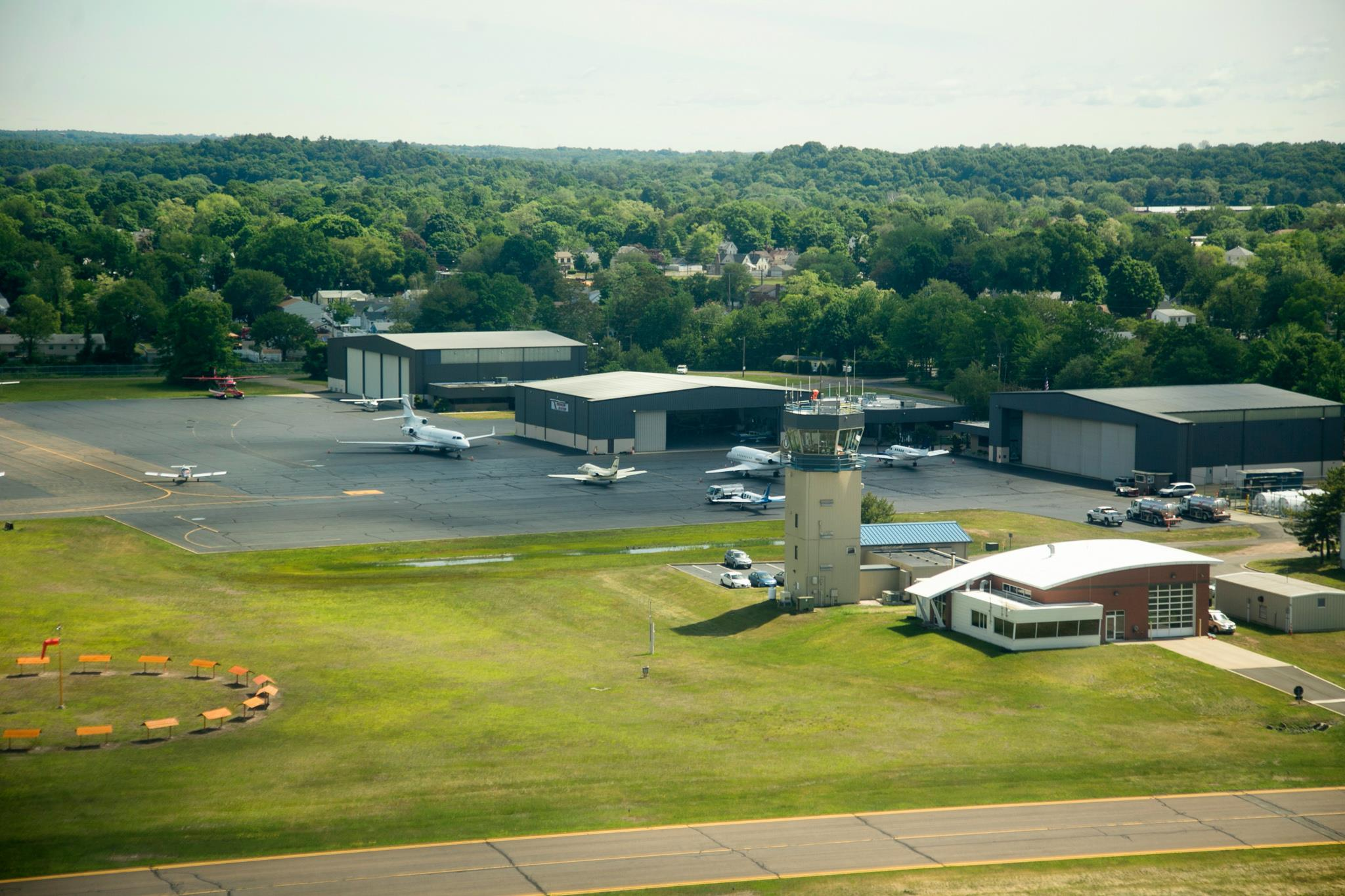
New Haven Regional Airport

In de agglomeratie bevinden zich drie grote luchthavens: JFK-Airport, LaGuardia Airport en Newark Liberty International Airport. In 2024 maakten zo'n 92,9 miljoen passagiers gebruik van deze vliegvelden.   
Verder zijn er nog kleinere vliegvelden die dagelijks, voornamelijk binnenlandse vluchten maken. 
| Naam                                  | IATA-code | ICAO-code | County                     | Staat       |
| ------------------------------------- | --------- | --------- | -------------------------- | ----------- |
| John F. Kennedy International Airport | JFK       | KJFK      | Queens                     | New York    |
| LaGuardia Airport                     | LGA       | KLGA      | Queens                     | New York    |
| Newark Liberty International Airport  | EWR       | KWER      | Essex County, Union County | New Jersey  |
| Long Island McArthur Airport          | ISP       | KISP      | Suffolk County             | New York    |
| Stewart International Airport         | SFW       | KSFW      | Orange County              | New York    |
| Trenton-Mercer Airport                | TTN       | KTTN      | Mercer County              | New Jersey  |
| Tweed New Haven Regional Airport      | HVN       | KHVN      | New Haven County           | Connecticut |
| Westchester County Airport            | HPN       | KHPN      | Westchester County         | New York    |